# ميلان ماتشفان
ميلان ماتشفان (بالصربية: Милан Мачван) مواليد 16 نوفمبر 1989 في فوكوفار، جمهورية كرواتيا الاشتراكية، هو لاعب كرة سلة صربي. بدأ مسيرته الاحترافية في سنة 2007. تم اختياره من قبل فريق كليفلاند كافالييرز خلال الدرافت. يلعب مع فريق أولمبيا ميلانو. يحمل الرقم 13. مثّل منتخب بلاده. شارك في دورة الألعاب الأولمبية الصيفية سنة 2016. حقق المركز الأول في الألعاب الجامعية الصيفية 2009.

## المسيرة الاحترافية
لعب مع مكابي تل أبيب لكرة السلة من سنة 2010 إلى 2012، ثم لعب مع غلطة سراي لكرة السلة في الدوري التركي من سنة 2012 إلى 2014، ثم لعب مع أولمبيا ميلانو في الدوري الإيطالي في سنة 2015.

## سجل المنافسة
شارك في المنافسات التالية:
- بطولة أمم أوروبا لكرة السلة 2009
- الألعاب الأولمبية الصيفية 2016

## الميداليات
| الميدالية | المسابقة                                    |
| --------- | ------------------------------------------- |
| فضية      | الألعاب الأولمبية الصيفية 2016              |
| فضية      | بطولة أمم أوروبا لكرة السلة 2009            |
| ذهبية     | الألعاب الجامعية الصيفية 2009               |
| ذهبية     | كأس العالم للشباب تحت 19سنة لكرة السلة 2007 |

## إحصائيات المسيرة

### الدوري الأوروبي
| السنة   | الفريق                   | لعب | بدأ | دقيقة | ميداني% | ثلاثية | حرة  | ارتداد | صنع | استلاب | تصدي | نقطة | أداء |
| ------- | ------------------------ | --- | --- | ----- | ------- | ------ | ---- | ------ | --- | ------ | ---- | ---- | ---- |
| 2010–11 | مكابي تل أبيب لكرة السلة | 12  | 1   | 9.0   | .438    | .200   | .813 | 1.7    | .4  | .2     | .3   | 3.5  | 3.6  |
| 2011–12 | نادي بارتيزان لكرة السلة | 10  | 9   | 31.6  | .558    | .375   | .833 | 8.2    | 2.2 | 1.0    | .1   | 15.3 | 15.8 |
| 2013–14 | غلطة سراي لكرة السلة     | 26  | 6   | 19.5  | .476    | .325   | .759 | 4.5    | 1.0 | .3     | .3   | 6.8  | 9.3  |
| 2015–16 | أولمبيا ميلانو           | 6   | 4   | 20.0  | .463    | .364   | .900 | 4.3    | 2.0 | .8     | .0   | 10.0 | 14.0 |
| المسيرة | المسيرة                  | 54  | 20  | 19.4  | .498    | .341   | .806 | 4.6    | 1.2 | .4     | .2   | 8.0  | 9.8  |

## روابط خارجية
- ميلان ماتشفان على موقع الاتحاد الدولي لكرة السلة (الإنجليزية)
- ميلان ماتشفان على موقع الدوري الأوروبي لكرة السلة (الإنجليزية)
- ميلان ماتشفان على موقع سبورتس رفرنس (الإنجليزية)
- ميلان ماتشفان على موقع كرة السلة الأوروبية.كوم (الإنجليزية)
- ميلان ماتشفان على موقع DraftExpress.com (الإنجليزية)
- ميلان ماتشفان على موقع ريلجم (الإنجليزية)
- ميلان ماتشفان على موقع بروبوليرز (الإنجليزية)
- ميلان ماتشفان على موقع سبورتس رفرنس (الإنجليزية)
- ميلان ماتشفان على موقع اللجنة الأولمبية الدولية (الإنجليزية)
- ميلان ماتشفان على موقع أوليمبيديا (الإنجليزية)